# Monosporascus monosporus
Monosporascus monosporus är en svampart som först beskrevs av Malloch & Cain, och fick sitt nu gällande namn av D. Hawksw. & Ciccar. 1979. Monosporascus monosporus ingår i släktet Monosporascus, ordningen kolkärnsvampar, klassen Sordariomycetes, divisionen sporsäcksvampar och riket svampar.   Inga underarter finns listade i Catalogue of Life.